# 1. Deutscher Edelkatzenzüchter-Verband
Der 1. Deutsche Edelkatzenzüchter-Verband e. V. kurz 1. DEKZV ist der älteste und einer der größten deutschen Katzenvereine.

## Geschichte
Er wurde 1922 als „1. Deutscher Angorakatzen Schutz- und Zuchtverein“ in Nürnberg gegründet. Er trat 1951 der FIFe bei und ist bislang das einzige dort gelistete deutsche Mitglied. Der 1. DEKZV gibt heute einen Bestand von ca. 700 Mitgliedern an. Es werden 24 Verbandsgruppen ausgewiesen, die aufgrund von Beschlüssen der FIFe mehr und mehr zu „Patronatsvereinen“ umgewandelt werden, von denen bislang acht bestehen.

## Dienstleistungen
Eine grundlegende Dienstleistung des Verbandes ist die Herausgabe der Verbandszeitschrift „Die Edelkatze“. Jedes Mitglied erhält sie automatisch. Der Verband unterhält Ortsgruppen, bei denen sich Interessierte regelmäßig treffen. Ein Gutteil der Arbeit des Verbandes beschäftigt sich mit der Zucht von Rassekatzen. Er hat Zucht- und Haltungsrichtlinien erstellt, an die sich die Mitglieder zu halten haben. Für die Katzenzüchter wird auch ein Zuchtbuch geführt und Stammbäume ausgestellt. Mindestens einmal im Monat findet eine Katzenausstellung statt, vorwiegend in den westlichen Bundesländern.

## Andere Aktivitäten
Im 1. DEKZV gibt es verschiedene Interessensgemeinschaften, die sich hauptsächlich mit bestimmten Katzenrassen beschäftigen, die größte europäische Gruppe ist die IG Britisch Kurzhaar. Der 1. DEKZV hat zusammen mit anderen Vereinen vor, die im Zuge des Gutachtens zur Auslegung von §11b de Tierschutzgesetzes getroffene Feststellung der Qualzucht bei weißen Katzen mittels einer populationsgenetischen Untersuchung zu relativieren.